# Марков Дмитро Юхимович
Дмитро Юхимович Марков (30 травня 1948, Ногінськ, Московська область, РРФСР, СРСР) — український дипломат. Надзвичайний та Повноважний Посол України.

## Біографія
Народився 30 травня 1948 року в Ногінську Московської області.
Закінчив Київський державний університет ім. Т. Г. Шевченка (1971), романо-германський факультет.
З 1971 по 1988 — редактор, старший редактор, заступник головного редактора, головний редактор Головної редакції радіомовлення англійською мовою Головної редакції програм республіканського радіомовлення на зарубіжні країни Держтелерадіо УРСР.
З 1988 по 1992 — головний редактор Генеральної дирекції всесвітньої служби радіомовлення України Укртелерадіокомпанії.
З 1992 по 1995 — 1-й секретар, радник Посольства України в США.
З 1995 по 1998 — прес-секретар — керівник прес-служби Президента України.
З 03.1998 по 07.2002 — Надзвичайний та Повноважний Посол України в Державі Ізраїль.
З 02.1999 по 07.2002 — Надзвичайний та Повноважний Посол України на Кіпрі за сумісництвом.
З 07.2002 по 03.11.2005 — Надзвичайний та Повноважний Посол України в Нідерландах.
З 07.2002 по 03.11.2005 — Постійний Представник України при організації з заборони хімічної зброї.
З 10.2005 по 06. 2006 — Директор Генерального департаменту Європейського Союзу МЗС України.
З 08.2006 по 10.2008 — Директор із зв'язків із урядовими та державними установами міжнародного інвестиційного банку «Ренесанс Капітал».
З 02.2009 по 06.2015 — Заступник Керівника Апарату Верховної Ради України з питань міжпарламентської дипломатії.
З 06.2015 по теперішній час — член Ради директорів Української асоціації зовнішньої політики[уточнити].